# 渡辺博栄
渡辺 博栄（わたなべ ひろひで、1954年7月21日 - ）は、気象予報士。NHKの気象情報番組に数多く出演していた。

## 人物・略歴
秋田県三種町出身。秋田県立能代高等学校卒業。1973年、財団法人（現：一般財団法人）日本気象協会入社。民放のローカル番組やNHKラジオへの出演を経て、1992年にNHKモーニングワイド・サンデーの気象キャスターに起用され、NHKニュースおはよう日本や正午前の気象情報のキャスターを長期にわたり務めた。この間、1995年2月に気象予報士に合格。
長らく日曜8:55(→8:57)の気象情報担当を務めていたことから、直前の「週刊こどもニュース」に呼ばれ簡単に解説したことがある。これがきっかけか、1999年から2003年にかけては同番組で「お天気おじさん」を担った。
2015年度をもって、NHKの土日祝日の気象予報を降板。最終日となった2016年3月27日のNHK気象情報では、正午前・及び19時前の放送の最後に「この時間の気象情報を24年間務めて参りましたが、今日で最後になります。ありがとうございました。」との挨拶があった。
2018年4月、先祖代々の墓もあり、ふるさとを出るとき、必ず戻ってこようと思っていた三種町に妻とともに帰郷した。2019年10月からは頼まれて、町で地域の足となる「ふれあいバス」のハンドルを週1回握っている。それ以外の日は、秋田市にいる実母と義父の通院に付き添ったり、畑仕事をしたり、趣味の美術館巡りや旅行に出かけたりしているという。
2020年4月から放送が始まった秋田放送金曜日夕方の情報番組である「えび☆ステ」に2022年3月まで出演し、週末の天気を中心に解説を行っていた。

## 出演・担当番組
太字は出演中。
現在
過去
- NHKモーニングワイド・サンデー （NHK総合、1992年4月 - 1993年3月）
- 気象情報（NHK総合）
  - 正午前（土日祝）（1992年4月 - 2003年3月）
  - 19時前（日祝）（2002年4月 - 2003年3月）
  - 正午前（平日。祝日については同じ気象予報士の南利幸が移動スケジュールの関係で出演しない時に限り担当）（2003年4月 - 2010年3月）
  - 正午前・19時前(土日) （2010年4月 - 2016年3月）
- NHKニュースおはよう日本（NHK総合）
  - 土日祝（1993年4月-2000年3月）
  - 平日（2003年4月-2005年3月）
  - 土日以外の祝日（2007年5月-2009年12月、2008年4月以降は同じ気象予報士の南利幸が移動スケジュールの関係で出演しない時に限り担当）
- ニュース・気象情報（10:00）（土日祝） （NHK総合、1993年4月-1998年3月）
- NHK週刊ニュース（NHK総合、1999年4月-2000年3月）
- 週刊こどもニュース（NHK総合、1999年4月-2003年3月）
- 首都圏ニュース845（NHK総合（関東ローカル)、2008年-2009年、気象予報士代理)
- ここはふるさと 旅するラジオ（NHKラジオ第1・FM、2011年9月29日の秋田県秋田市にあるNHK秋田放送局からの中継でゲスト出演）
- えび☆ステ（秋田放送テレビ 2020年4月 - 2022年3月）

## 著書
- 『天気予報が楽しみになる本』 数研出版、2004年。 ISBN 4410138294
- 『台風 気象報道の現場より』 数研出版、2005年。 ISBN 4410138987